# Минков, Дмитрий Кириллович
Дми́трий Кири́ллович Минко́в (Минку) (рум. Dimitrie Mincu; ? — ?) — городской голова Кишинёва с 1849 по 1854 и с 1858 по 1866.

## Биография
Родился в семье кишинёвского купца Калчо (Кирилла) Дмитриевича Минкова, уроженца болгарского города Калофер.
В 1846 году избирается на должность судьи, а в 1848 году становится городской головой Кишинёва, сменив на этом посту Дмитрия Дурдуфи.
В 1855 году градоначальником на короткое время становится Ангел Петрович Николау, женатый на родной сестре Дмитрия Минкова. В 1858 году Минков вновь избирается главой города.
Правление Минкова связано с развитием городской торговли, активным благоустройством города. Благодаря ему в городе появились мощёные булыжником улицы. В благодарность, одна из вымощенных улиц Кишинёва вплоть до начала Великой Отечественной войны носила название Минковской (ныне улица Кошбук).
В 1848 году место Дмитрия Минкова занял Адам Крыжановский.
Почётный потомственный гражданин.